# Charlie Whitehurst
Charles David Whitehurst Jr. (* 6. August 1982 in Green Bay, Wisconsin) ist ein ehemaliger US-amerikanischer American-Football-Spieler auf der Position des Quarterbacks. Seine langen Haare sowie die Tatsache, dass er während seiner Profikarriere stets als Ersatzmann fungierte, brachten ihm den Spitznamen Clipboard Jesus ein (Ersatz-Quarterbacks assistieren den Startern oft, indem sie deren Klemmbrett mit Spielzügen halten).

## Frühe Jahre
Whitehurst ging in Johns Creek, Georgia, auf die High School. Später besuchte er die Clemson University.

## NFL

### San Diego Chargers
Whitehurst wurde im NFL-Draft 2006 in der dritten Runde an 81. Stelle von den San Diego Chargers gedraftet. Zwischen 2006 und 2009 absolvierte er zwei NFL-Spiele für die Chargers.

### Seattle Seahawks
Zur Saison 2010 wurde Whitehurst zu den Seattle Seahawks getradet. Er absolvierte neun Spiele bei den Seahawks, davon vier als Starter.

### Zweiter Aufenthalt bei den Chargers
Am 16. März 2012 unterschrieb Whitehurst das zweite Mal einen Vertrag bei den San Diego Chargers.

### Tennessee Titans
Am 13. März 2014 unterschrieb Whitehurst einen Zwei-Jahres-Vertrag bei den Tennessee Titans.  In der Saison 2014 spielte Whitehurst sieben Mal für die Titans. Er erzielte sieben Touchdowns bei 1.326 Yards.

### Indianapolis Colts
Am 12. November 2015 unterschrieb er einen Vertrag bei den Indianapolis Colts. Am 28. Dezember 2015 wurde er auf die Injured Reserve List gestellt.

### Cleveland Browns
Am 19. September 2016 schloss er sich den Cleveland Browns an. Hier kam er nur in einem Spiel zum Einsatz, nachdem sich Starting Quarterback Cody Kessler im Spiel verletzt hatte.

## Persönliches
Whitehursts Vater David Whitehurst spielte ebenfalls Football als Quarterback bei den Green Bay Packers und den Kansas City Chiefs.